# Generation X (együttes)
A Generation X egy angol punkegyüttes volt. Tagok: Billy Idol, Tony James, John Towe, Bob Andrews, Mark Laff, Terry Chimes és James Stevenson. 1976-ban alakultak meg Chelsea-ben. Fennállásuk alatt 4 nagylemezt jelentettek meg. A zenekar leginkább arról lett híres, hogy Idol itt kezdte zenei karrierjét, de összességében is jelentős hatása volt a punk-rock műfajra. 1976-tól 1981-ig működtek, majd 1993-ban újból összeálltak egy rövid időre. Ezután végleg feloszlottak, Idol pedig szóló karriert folytat azóta.

## Diszkográfia
| Cím                 | Év                                         |
| ------------------- | ------------------------------------------ |
| Generation X        | 1978                                       |
| Valley of the Dolls | 1979                                       |
| Kiss Me Deadly      | 1991                                       |
| Sweet Revenge       | 1998 (eredetileg 1979-ben jelentették meg) |